# Herke Imre
Herke Imre (1959. május 11. – 2018. július 26.) magyar labdarúgóedző.

## Pályafutása
Játékosként az ifjúsági korosztályig a Pécsi Bőrgyári TC-ben, majd a BEAC és a MAFC csapatában szerepelt. A Budapesti Műszaki Egyetemen szerzett vegyészmérnöki diplomát.
1988-ban került a PMSC utánpótlásához. 1991-ig a PMSC serdülő, ezt követően az ifi csapatának volt az edzője. 1993 nyarától a juniorok edzéseit irányította. Ezt a posztot 1993 októberéig töltötte be. Ekkor Róth Antal, majd Eich László pályaedzője lett az első csapatnál 1994 novemberéig. Ezután a PMSC utánpótlásánál volt szakfelügyelő, tehetségkutató. 1995 júliusában ismét pályaedzőnek nevezték ki a csapatnál. Az 1995–96-os idény tavaszi szezonjában a Pécsi MFC vezetőedzője volt 15 NB I-es mérkőzésen. 1996 nyarától az ifi csapat edzéseit irányította. Emellett 1997 júliusától a PMFC utánpótlás-szakágvezetőjének is kinevezték. 1998-ban a másodosztályban volt ismét a csapat ideiglenes edzője három mérkőzésre. Évekig a Pécsi MFC utánpótlás-szakágvezetője és edzője volt. Többek között Tököli Attila, Fehér Csaba, ifjabb Dárdai Pál és Gera Zoltán nevelőedzője volt. 2014-ben a Pécsi VSK U17-es trénere volt. Utoljára a Pécsi EAC együttesénél tevékenykedett.